# Villafranca Piemonte
Villafranca Piemonte é uma comuna italiana da região do Piemonte, província de Turim, com cerca de 4.792 habitantes. Estende-se por uma área de 51 km², tendo uma densidade populacional de 94 hab/km². Faz fronteira com Vigone, Pancalieri, Cavour, Faule (CN), Moretta (CN), Barge (CN), Cardè (CN).

## Demografia
| Variação demográfica do município entre 1861 e 2011                               |
|                                                                                   |
| Fonte: Istituto Nazionale di Statistica (ISTAT) - Elaboração gráfica da Wikipedia |